# Banqiao
Banqiao, auch Banciao oder Panchiao (chinesisch 板橋區, Pinyin Bǎnqiáo Qū, Pe̍h-ōe-jī Pang-kiô) ist ein Bezirk der Stadt Neu-Taipeh im Norden Taiwans, Republik China.
Bis 2010 war das etwa 550.000 Einwohner zählende Banqiao eine eigenständige Stadt und Verwaltungssitz des Landkreises Taipeh, der am 25. Dezember 2010 in der neu gegründeten Stadt Neu-Taipeh aufging. Seitdem befindet sich die Stadtverwaltung von Neu-Taipeh in Banqiao.

## Lage und Verkehr

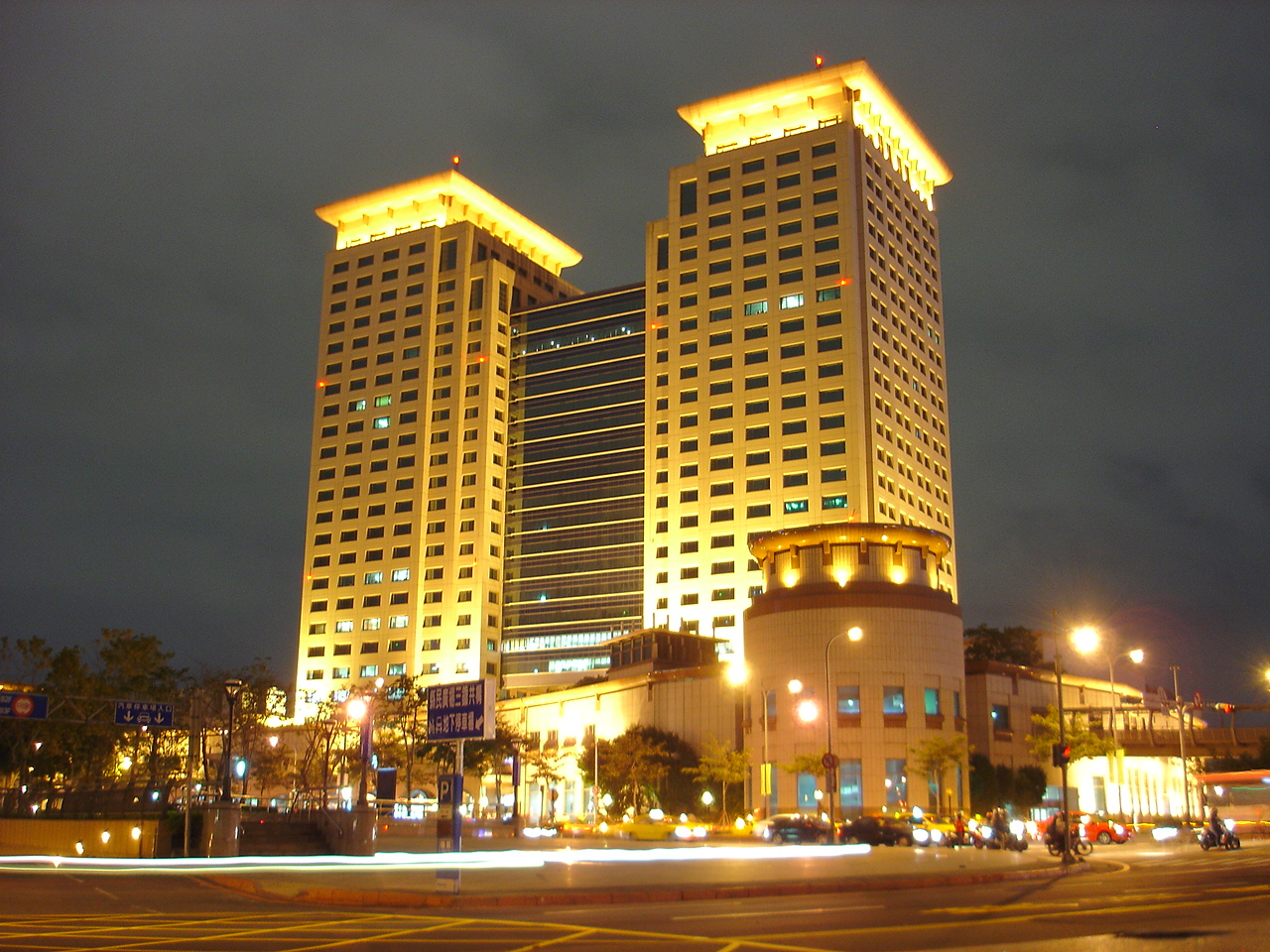
Bahnhof Banqiao

Banqiao liegt südwestlich von Taipeh am Rand des Taipeh-Beckens in der subtropischen Klimazone. Nördlich liegen die Nachbarbezirke Sanchong und Xinzhuang, östlich Shulin, südlich Tucheng und Zhonghe. 
Im Norden des Bezirks vereinigen sich die Flüsse Dahan und Xindian zum Danshui. 
In Banqiao gibt es fünf Stationen der blauen Linie der Metro Taipei, die den Bezirk mit Taipeh verbindet. Seit Anfang 2020 wird Banqiao auch von den Zügen der gelben Ringlinie angefahren. 
Alle Züge der Taiwan High Speed Rail zwischen Taipeh und Kaohsiung halten am Bahnhof Banqiao, ebenso die Züge der konventionellen Eisenbahn. 
Es verkehren mehrere Buslinien, die Banqiao mit den umliegenden Städten, darunter Taipeh, verbinden. Fernbuslinien verkehren ebenfalls vom und zum Bahnhof Banqiao.
Die Autobahnen Provincial Highway 3 und Provincial Highway 64 verlaufen durch den Stadtbezirk.

## Bildung

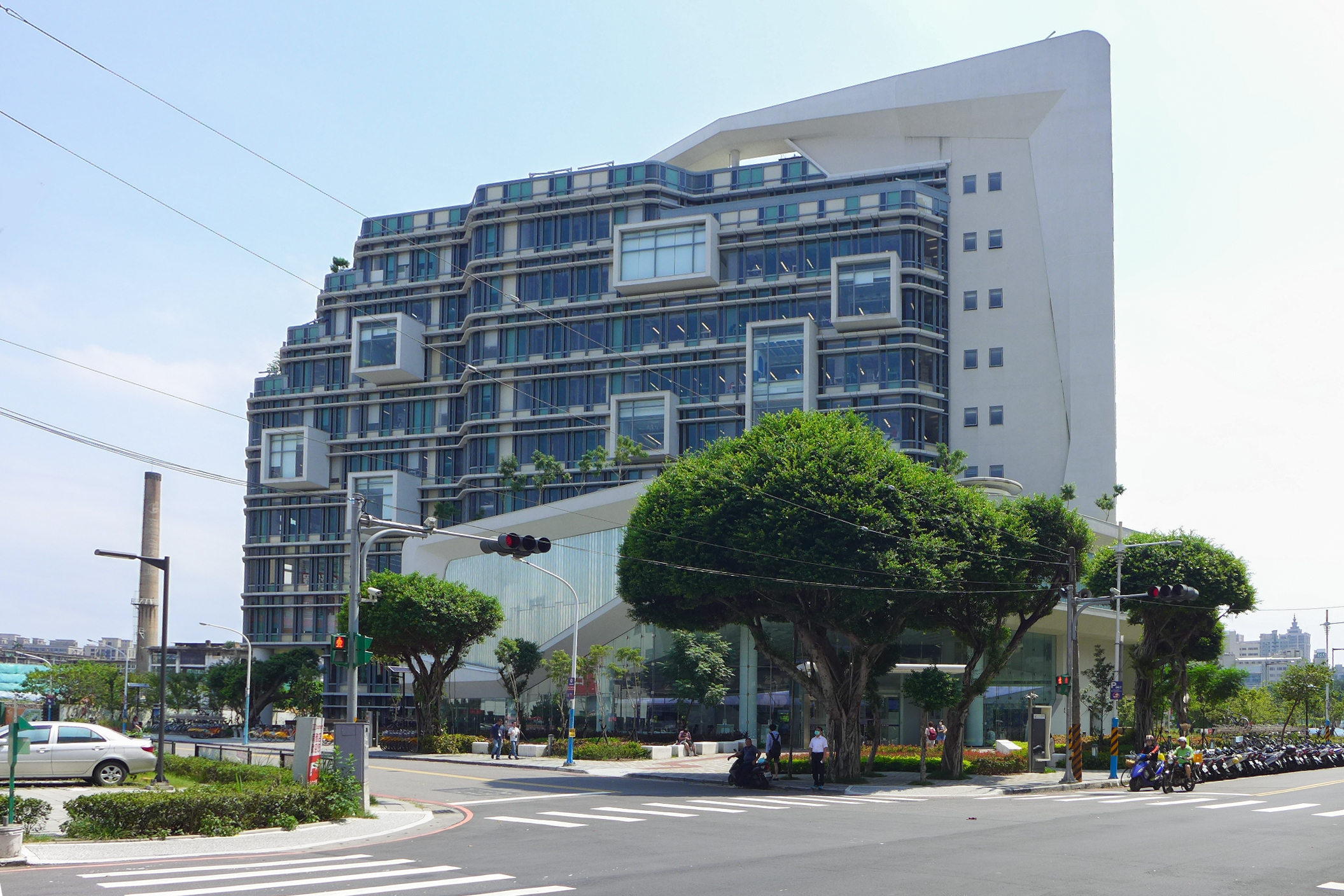
Hauptbibliothek von Neu-Taipeh

In Banqiao habe mehrere Bildungseinrichtungen ihren Sitz. Dazu zählen:
- National Taiwan University of Arts, die 1955 als National School of Arts gegründet wurde und älteste ihrer Art in Taiwan ist. An ihr studierte unter anderem der Regisseur Ang Lee. Zu dem Zeitpunkt trug die Bildungseinrichtung den Namen National Taiwan Academy of Arts.
- Chihlee University of Technology
- Oriental Institute of Technology
- Banqiao Senior High School ist eine renommierte Sekundarschule der Klassenstufen 10, 11 und 12. Sie wurde 1946 als Taipei County Banqiao Junior High School gegründet und nahm 1950 ihre jetzige Form an.

Die öffentliche Hauptbibliothek der Stadt Neu-Taipeh befindet sich seit 2015 im Stadtbezirk. Es ist die erste Bibliothek in Taiwan, die einen 24-Stunden-Service bietet. Zusammen mit ihren 104 Filialen in 29 Stadtbezirken von Neu-Taipeh, verfügt sie über einen Bestand von über sieben Millionen Medien.

## Sehenswürdigkeiten

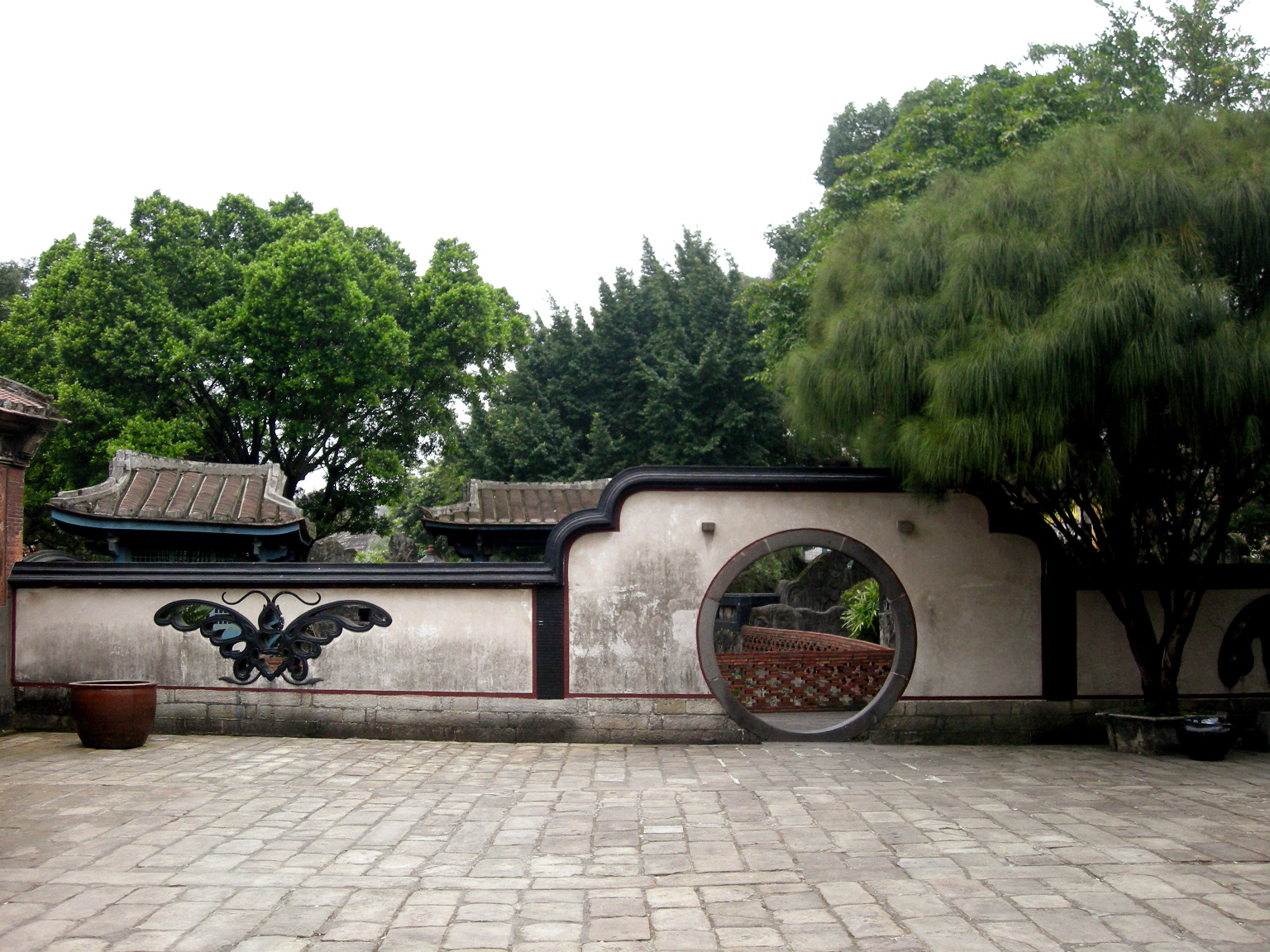
Garten der Familie Lin

Der im 19. Jahrhundert in Banqiao errichtete und in den 1980er Jahren restaurierte Wohnsitz und Garten der Kaufmannsfamilie Lin ist ein herausragendes Beispiel chinesischer Architektur und Landschaftsarchitektur aus der Zeit der späten Qing-Dynastie in Taiwan.

## Sportstätten
Seit 1987 verfügt Banqiao über ein 30.000 Zuschauer fassendes Stadion, das Banqiao First Stadium, in dem Fußballspiele und andere Events stattfinden. 2001 war es Austragungsort der Fußball-Asienmeisterschaft der Frauen.